# Odeon. Tutto quanto fa spettacolo
Odeon. Tutto quanto fa spettacolo era un rotocalco televisivo a cadenza settimanale Rai del TG2, creato dai giornalisti Brando Giordani ed Emilio Ravel e curato da Paolo Giaccio ed Enrico Messina, dapprima inserto del notiziario, poi programma del mercoledì in prima serata. La trasmissione ha avuto due edizioni con una rispettiva pausa estiva, dall'8 dicembre 1976 al 4 aprile 1978.
Il programma, il cui motto era "Fare informazione sullo spettacolo facendo spettacolo",  trattava di una serie di servizi dal mondo, scanditi con un ritmo serrato, riguardanti lo spettacolo ed il tempo libero, il cui sommario era presentato da Laura D'Angelo.
La sigla di testa e di coda erano animazioni di Piero Gratton, accompagnati dai brani Big Shot di Simon Park e Honky Tonk Train Blues, un pezzo boogie-woogie del 1927-29, rielaborato dalla rock star Keith Emerson, successivamente sostituita da un video con il musicista al piano. La rock star inglese torna nell'edizione successiva con Odeon Rag, arrangiamento del brano ragtime Maple Leaf Rag di Scott Joplin, canzone del 1899.

## I seguiti
Sulla stessa formula Rai 1 propone nel 1980 Variety, con lo stesso logo di un'omonima rivista di spettacolo statunitense. Tra un servizio e l'altro sono presenti brani brevissimi di thriller ambientati negli studi Rai di via Teulada, diretti da Aldo Lado. Come Odeon, anche questo programma ha per sigla di chiusura un brano di Keith Emerson: Salt Cay, dall'album Honky.
Brando Giordani ed Emilio Ravel riproporranno nel 1983 un format simile ad Odeon, Colosseum, presentando al grande pubblico la medesima carrellata di fenomeni e curiosità da tutto il mondo, coadiuvati dall'équipe del Guinness dei primati e da registi di fama.
Nell'inverno 2004, a 27 anni di distanza dall'esordio, la Rai ha prodotto una sorta di nuova edizione della trasmissione denominata Odeon 2, sviluppata sulla struttura originale ma di fattura decisamente differente ed adattata al nuovo palinsesto satellitare.

## Impatto culturale
Nell'immaginario italiano, Odeon sancisce la fine di un costume mediatico tradizionale castigato e asettico per uno più aperto e liberale, come testimoniato dalla puntata di esordio sul locale parigino di striptease Crazy Horse, di Sergio Giordani, in un servizio che non lesina inquadrature di nudo femminile.
Detrattori la stigmatizzarono come spazio pubblicitario illecito, per mode e prodotti. Si citano esempi come il culturismo, il frisbee, lo skateboard, il tatuaggio, e i film Star Wars e Rocky, il quale successo, ben oltre le attese, segue l'apparizione nella trasmissione.